# Państwowe Zakłady Tele- i Radiotechniczne

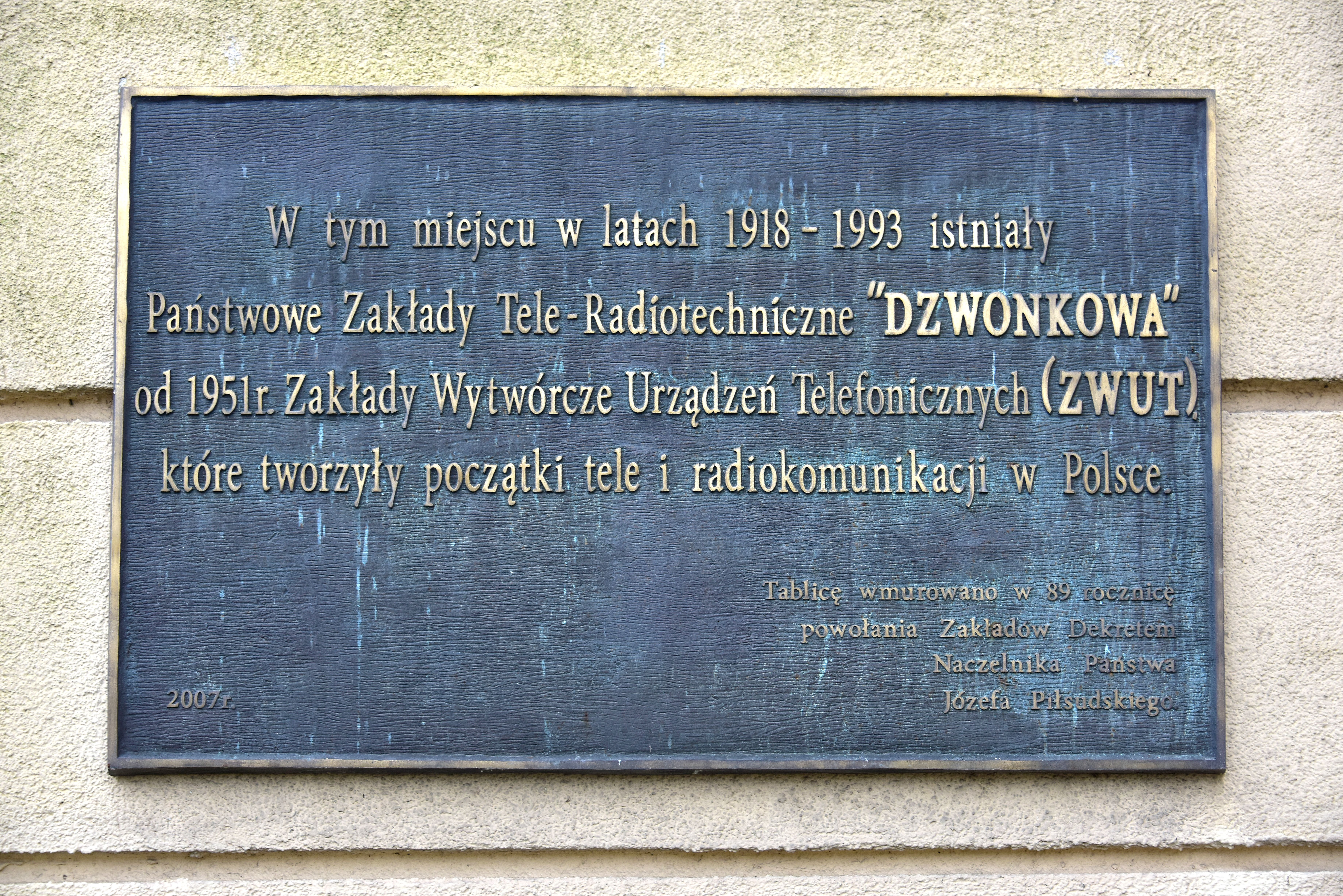
Tablica upamiętniająca fabrykę przy ul. Grochowskiej 341

Państwowe Zakłady Tele- i Radiotechniczne (PZTiR), zwyczajowo Dzwonkowa – zlikwidowane państwowe przedsiębiorstwo zajmujące się produkcją sprzętu tele- i radiotechnicznego, urządzeń sygnalizacyjnych, dźwiękowych, radiowych. 
PZT utworzono w 1931 w wyniku włączenia Państwowej Wytwórni Łączności do Państwowej Wytwórni Aparatów Telegraficznych i Telefonicznych (z tradycjami sięgającymi 1918) i zmiany jej nazwy na Państwowe Zakłady Tele- i Radiotechniczne w Warszawie.
Siedziba przedsiębiorstwa znajdowała się przy ul. Grochowskiej, pierwotnie nr 30, a po odwróceniu numeracji tej ulicy (zgodnie z biegiem Wisły) nr 341

## Działalność

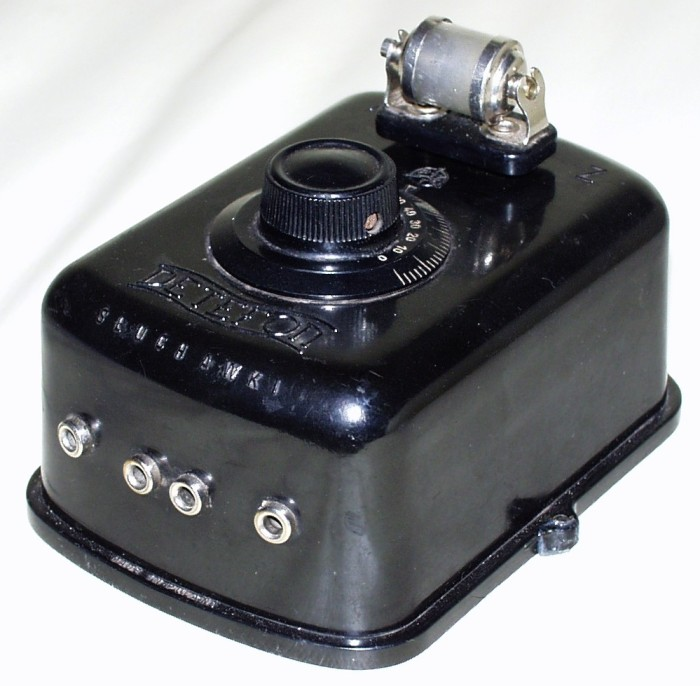
Detefon z wytwórni PZT

PZT posiadały osobowość prawną i kierowane były zgodnie z „zasadami gospodarki handlowo-przemysłowej”. Według statutu, zadaniem przedsiębiorstwa było wytwarzanie i naprawa aparatów i urządzeń z dziedziny elektrotechniki i mechaniki precyzyjnej, zarówno dla celów cywilno-administracyjnuch, jak i wojskowych. PZT zajmować się miało również dystrybucją swoich produktów. Ponadto miały zapewnić zdolność produkcji w warunkach mobilizacji na wypadek wojny. Podlegały Ministrowi Poczt i Telegrafów. 
Zwyczajowa nazwa Dzwonkowa nawiązywała do dzwonków wytwarzanego w przedsiębiorstwie sprzętu telefonicznego.
PZT, wykorzystując możliwości wynikające z połączenia PWATT i PWŁ, stały się przedsiębiorstwem nowoczesnym. Ich produkcja zapewniała wojsku niezbędny sprzęt, przede wszystkim radiostacje polowe (model N2 uważany był za jedną z najlepszych tego typu konstrukcji na świecie, stanowił wyposażenie m.in. armii niemieckiej), aparaty telefoniczne i nasłuchowe. Ważnym odbiorcą produkcji był polski zarząd pocztowo-telekomunikacyjny. W latach 1928–1930 zakłady wyprodukowały 350-400 radiostacji dywizyjnych RKD w latach 1919-1939 wyprodukowały ogółem: 19 tys. aparatów telefonicznych, 2600 łącznic polowych, 1700 radiostacji i odbiorników. PZTiR zatrudniały w 1934 r. 1300 pracowników, a w 1939 r. 3300.
Przedsiębiorstwo produkowało sprzęt na licencjach zagranicznych (na polskich podzespołach), ale znaczną część artykułów stanowiły urządzenia polskie. Za sprawą szczególnej troski Ministra Poczt i Telegrafów Ignacego Boernera, PZT odniosły również sukces na rynku konsumenckim, kontynuowały produkcję Detefonu, a największym uznaniem w kraju i za granicą cieszyły się odbiorniki radiowe serii „Echo“ (wyróżnione w 1938 na światowej wystawie w Paryżu złotym medalem). Do ważnych osiągnięć PZT należy także najnowocześniejsze w ówczesnej Europie wyposażenie warszawskiej międzynarodowej centrali telefonicznej. PZT mieściły się w Warszawie, przy ul. Grochowskiej, a pod koniec lat 30. otworzyły swoje zakłady filialne w COP.
W sierpniu 1944 cały park maszynowy i wyposażenie zakładów zostały wywiezione, a budynki zaminowane i wysadzone przez Niemców w powietrze.

## Organizacja
Do organów PWATT zaliczono:
- Radę Administracyjną, złożona z siedmiu członków powołanych przez Ministra Poczt i Telegrafów
- Dyrekcję, z Dyrektorem Naczelnym i trzema dyrektorami, powoływanymi przez Ministra Poczt i Telegrafów
- Komisję Rewizyjną, złożoną z trzech członków.

## Okres powojenny
Działalność PZT Ministerstwo Poczt i Telegrafów reaktywowało 1 maja 1945 r. Na przełomie lat 1949/1950 zakłady przekształcono w Zakłady Wytwórcze Urządzeń Telefonicznych im. Komuny Paryskiej (ZWUT). 
Powstały także nowe zakłady, o tym samym skrócie – Państwowe Zakłady Teletransmisyjne (TELKOM-PZT) z siedzibą przy ul. Marsa 56 w Warszawie.

## Upamiętnienie
- Monument z wykutym napisem ustawiony w 1969 przy ul. Międzynarodowej (w pobliżu Jeziorka Kamionkowskiego) upamiętniający pracowników przedsiębiorstwa, którzy zginęli w czasie II wojny światowej[8].
- Tablica pamiątkowa osłonięta w 2007 na ścianie budynku przy ul. Grochowskiej 341, znajdującego się na terenie osiedla mieszkaniowego Sonata zbudowanego w miejscu fabryki[9].